# 洪格乌恩德
洪格乌恩德（Hungund），是印度卡纳塔克邦Bagalkot县的一个城镇。总人口18035（2001年）。

## 人口
该地2001年总人口18035人，其中男性9154人，女性8881人；0—6岁人口2315人，其中男1227人，女1088人；识字率64.41%，其中男性为75.13%，女性为53.37%。